# سوسانا مکرتچیان

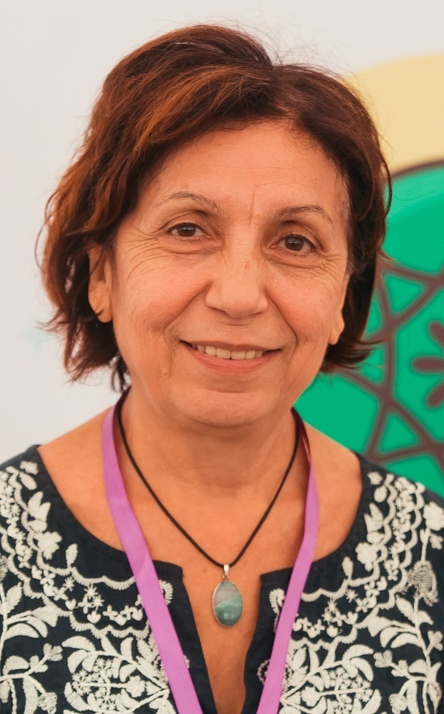
تصویری از سوسانا مکرتچیان (۲۰۱۹) در انجمن آی‌تی بیلر. او زنی میانسال با موهای قهوه‌ای است که لباس مشکی طرح‌دار پوشیده است.

سوسانا مکرتچیان (ارمنی: Սուսաննա Մկրտչյան؛ تلفظ‌شده به صورت [susɑnˈnɑ məkəɾtˈtʃʰjɑn]; انگلیسی: Susanna Mkrtchyan؛ زادهٔ ۲۶ اوت ۱۹۴۹) استاد پژوهشگر در زمینهٔ پایگاه‌داده و سیستم‌ها، دکترای علوم فنی اهل ارمنستان است. وی از اعضای جنبش ویکی‌مدیا می‌باشد. او بنیان‌گذار و رئیس گروه کاربری ویکی‌مدیای ارمنستان (۲۰۱۳–۲۰۲۰) بود که به برگزاری کارگاه‌ها و فعالیت‌های آموزشی برای ارتقای ویکی‌پدیای ارمنی می‌پردازد. همچنین کنفرانس سالانهٔ ویکی نیز توسط این گروه برگزار می‌شود.
وی ایدهٔ ویکی‌کمپ و ویکی‌کلاب را مطرح کرد و به مرحلهٔ اجرا رساند؛ این پروژه‌ها به ترتیب در سال‌های ۲۰۱۴ و ۲۰۱۶ به‌عنوان خلاقانه‌ترین پروژه‌ها شناخته شدند.
در جریان ویکی‌مانیا ۲۰۱۵، او در قالب جایزهٔ سالانهٔ ویکی‌مدین سال که توسط بنیان‌گذار ویکی‌پدیا، جیمی ویلز اهدا می‌شود، تقدیرنامه‌ای دریافت کرد.
در سال ۲۰۱۸، سوسانا مکرتچیان به‌عنوان نایب‌رئیس گروه کاربری جهانی ویکی‌پدیا و آموزش انتخاب شد و تا سال ۲۰۲۴ در این سمت فعالیت کرد.

## زندگی و فعالیت حرفه‌ای
سوسانا مکرتچیان در ایروان زاده شد. او تحصیلات ابتدایی خود را در مدرسه آوتیک ایساهاکیان در ایروان گذراند و سپس در مدرسه مانوک آبقیان با گرایش ریاضی تحصیل کرد و با افتخار فارغ‌التحصیل شد.
در سال‌های ۱۹۶۶ تا ۱۹۷۱، در «دانشکده ریاضیات و مکانیک دانشگاه دولتی ایروان» و در بخش سایبرنتیک به تحصیل پرداخت. پس از پایان دانشگاه، در سال ۱۹۷۱ به مؤسسه مرگلیان پیوست. در سال ۱۹۷۷ به مرکز محاسباتی کمیته برنامه‌ریزی دولتی جمهوری سوسیالیستی ارمنستان منتقل شد و در سال‌های ۱۹۸۴ تا ۱۹۸۶ به مؤسسه تحلیل سیستم‌های آکادمی علوم روسیه اعزام شد و در توسعه سیستم مدیریت پایگاه‌داده "INES" مشارکت داشت. در همین دوران، او واسط کاربری پایگاه‌داده را تحت نظر ولادیمیر آرلازاروف طراحی کرد که منجر به دریافت دکترای علوم فنی در سال ۱۹۸۶ شد.
او بین سال‌های ۱۹۸۶ تا ۱۹۹۶ به مرکز محاسباتی کمیته برنامه‌ریزی دولتی بازگشت. از سال ۲۰۱۰ به‌عنوان پژوهشگر ارشد در مؤسسه مشکلات اطلاع‌رسانی و اتوماسیون مشغول به کار است.
او فعالیت حرفه‌ای خود را در مؤسسه تحقیقات علمی ماشین‌های محاسباتی ایروان به نام س. مرگلیان آغاز کرده است، در آن‌جا به عنوان برنامه‌نویس فعالیت می‌کرد. سپس در مرکز محاسباتی برنامه‌ریزی دولتی ابتدا به عنوان سرپرست یک گروه و سپس به عنوان رئیس بخش بانک‌های اطلاعاتی خودکارسازی‌شده مشغول به کار شد.
از سال ۲۰۱۰ تاکنون، او به عنوان پژوهشگر ارشد در مؤسسه مسائل انفورماتیک و اتوماسیون فعالیت می‌کند.

## داوطلبی در ویکی
سوسانا مکرتچیان از سال ۲۰۱۰ شروع به ویرایش ویکی‌پدیا کرد. با توجه به سابقه‌اش در حوزه علم، دریافت که ویکی‌پدیا می‌تواند بستری برای همکاری میان دانشمندان داخل و خارج از ارمنستان فراهم کند. در سال ۲۰۱۱، در «کنفرانس سالانه ویکی‌مانیا» در حیفا (اسرائیل) شرکت کرد و در آنجا با نمایندگان بنیاد ویکی‌مدیا دربارهٔ راه‌اندازی شاخه‌ای ارمنی گفتگو کرد. سازمان مردم‌نهاد ویکی‌مدیای ارمنستان در تاریخ ۱۴ مه ۲۰۱۳ تأسیس شد.
سوسانا خالق چندین ایده نوآورانه آموزشی در حوزه ویکی‌پدیا است که مورد استقبال گسترده جامعه ویکی قرار گرفته و در سطح جهانی نیز مورد الگوبرداری واقع شده‌اند.
به‌دلیل اثربخشی اقدامات انجام‌شده در راستای گسترش جنبش ویکی‌مدیا در ارمنستان، در اوت ۲۰۱۶، پنجمین نشست سالانه ویکی‌مدیای کشورهای اروپای مرکزی و شرقی در یودابلیوسی دیلیجان در ارمنستان برگزار شد.